# Looney Tunes: Il mondo del caos
Looney Tunes: Il mondo del caos (Looney Tunes: World of Mayhem) è un videogioco per iOS e Android dei Looney Tunes, progettato nel 2016 e pubblicato nel 2018 da AQUPEP Games.

## Trama
Marvin il Marziano sta catturando tutti i Looney Tunes, trasformandoli in gettoni-unità (che fusi assieme formano il personaggio). Bugs Bunny, dopo essersi di nuovo perso per andare ad Albuquerque, chiede informazioni a Marvin, che tenta di trasformarlo. Enunciando la famosa frase "ovviamente sai che questo significa guerra", Bugs attacca Marvin che chiama a sé K9 e Daffy. Bugs li elimina usando un pacchetto regalo pieno di dinamite (il suo attacco speciale/ultimate), che danneggia il riatomizzatore di Marvin, che esplode spargendo in giro i gettoni-unità. Sarà compito del giocatore di ricomporre tutti i personaggi che si sono divisi pure in più persone per fermare l'invasione di Marvin.

## Modalità di gioco
Per sbloccare i personaggi, il giocatore deve avere il numero di gettoni-unità richieste per sbloccarlo. Vale a dire 25 per i personaggi comuni, 50 per i rari, 100 per gli epici e 300 per i leggendari (alcuni toons epici o leggendari richiedono 700, 800, 1500 o 3000 unità per lo sblocco). I gettoni si ottengono da livelli, casse speciali e ruote della fortuna. Anche se sbloccato, il personaggio può ancora ottenere gettoni per aumentare le stelle (25 per due, 100 per tre, 240 per quattro, 500 per cinque, 1000 per sei, 1500 per sette e 2100 per raggiungere il grado massimo; ogni volta che viene ottenuta una nuova stella, il conteggio dei pezzi necessari per raggiungere la successiva ricomincia da zero). Le stelle non equivalgono al livello, che può essere aumentato grazie alle pozioni di esperienza guadagnabili da livelli, missioni e casse. Per aumentare le abilità del personaggio, invece, servono materiali speciali che aumentano le abilità normali, speciali ed extra del personaggio fino a renderlo pressoché imbattibile.
Diversi personaggi non sono sempre disponibili e si possono sbloccare solo durante gli eventi dedicati con cui vengono introdotti o in eventi futuri tramite lo scambio di gettoni per toons in evidenza (se compresi). Altri si possono ottenere in ogni momento dai livelli della campagna, dalle ruote dei biglietti, dai riatomizzatori o dal negozio.
I personaggi ottenuti finiscono in una determinata regione della mappa. Inoltre, si può decidere quali toon mandare nella modalità Spettacolo. In questa modalità alcuni toon (il numero dipende dalla potenza del giocatore) tengono uno spettacolo, guadagnando alcuni premi come unità dei toon, oro e pozioni ESP. I premi si possono raccogliere quando si vuole. La durata massima di raccolta è 8 ore, ma si può aumentare ogni volta di 2 per 1000 gemme.  
I combattimenti sono composti da battaglie che vanno ad un massimo 4 vs 4 e il turno del personaggio non è determinato da turni alternati tipici delle battaglie negli RPG, bensì da una barra rosa, dipendente dalla velocità del personaggio, che, una volta piena, permette al personaggio di attaccare. Le caratteristiche degli attacchi e delle abilità dei vari personaggi (contrattacco, schivata, aumento attacco/difesa/velocità, colpo critico, cure continuate, provocazione) possono influenzare l'esito della battaglia e starà al giocatore creare una squadra equilibrata capace di sbaragliare anche i nemici più temibili.